# Xochicalco
Xochicalco é um sítio arqueológico pré-colombiano situado na zona ocidental do estado de Morelos, no México, 38 km para sudoeste de Cuernavaca. Em náuatle Xochicalco significa lugar da casa das flores. Declarado Património da Humanidade pela UNESCO em 1999.
O apogeu de Xochicalco ocorreu após a queda de Teotihuacan, especulando-se sobre uma possível influência de Xochicalco sobre aquela. A arquitectura e a iconografia mostram afinidades com as de Teotihuacan e da Área Maia, além de parecer existir alguma relação com a cultura tlahuica.

## História e arquitectura de Xochicalco

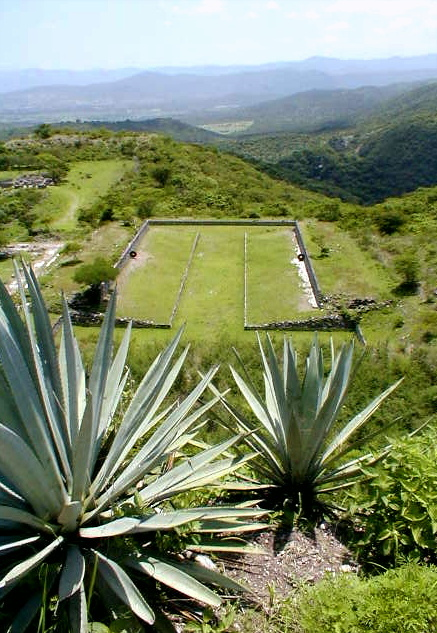
Campo de jogo da bola em Xochicalco

Xochicalco apresenta vestígios de ocupação humana desde 200 a.C., enquanto que as obras arquitectónicas mais notáveis terão sido construídas entre 700 e 1000. No seu auge, a população poderá ter atingido os 20 000 habitantes.
O sítio arqueológico actual consiste de um centro cerimonial situado sobre uma plataforma nivelada artificialmente, com ruínas de edifícios auxiliares (na maioria por escavar) na área circundante.
São de especial interesse os relevos esculpidos nas fachadas de algumas das construções. O templo da Serpente Emplumada tem belas representações estilizadas daquela divindade, num estilo aparentemente influenciado pela arte maia e de Teotihuacan. 
Entre outras estruturas relevantes incluem-se vários outros templos-pirâmide, palácio, três campos de jogo da bola, balneários, uma fila incomum de altares circulares e uma gruta com uma escadaria esculpida no seu interior. Podem também ser observadas algumas estelas.
As ruínas de Xochicalco foram inicialmente descritas por Antonio Alizate em 1777. Alexander von Humboldt publicou ilustrações e uma descrição em 1810. O imperador Maximiliano do México visitou as ruínas. O templo da Serpente Emplumada foi restaurado pelo arqueólogo mexicano Leopoldo Batres em 1910. Grandes trabalhos de escavação e novas restaurações foram efectuadas durante um projecto que se estendeu desde a década de 1940 até à de 1960.

## Templo da Serpente Emplumada

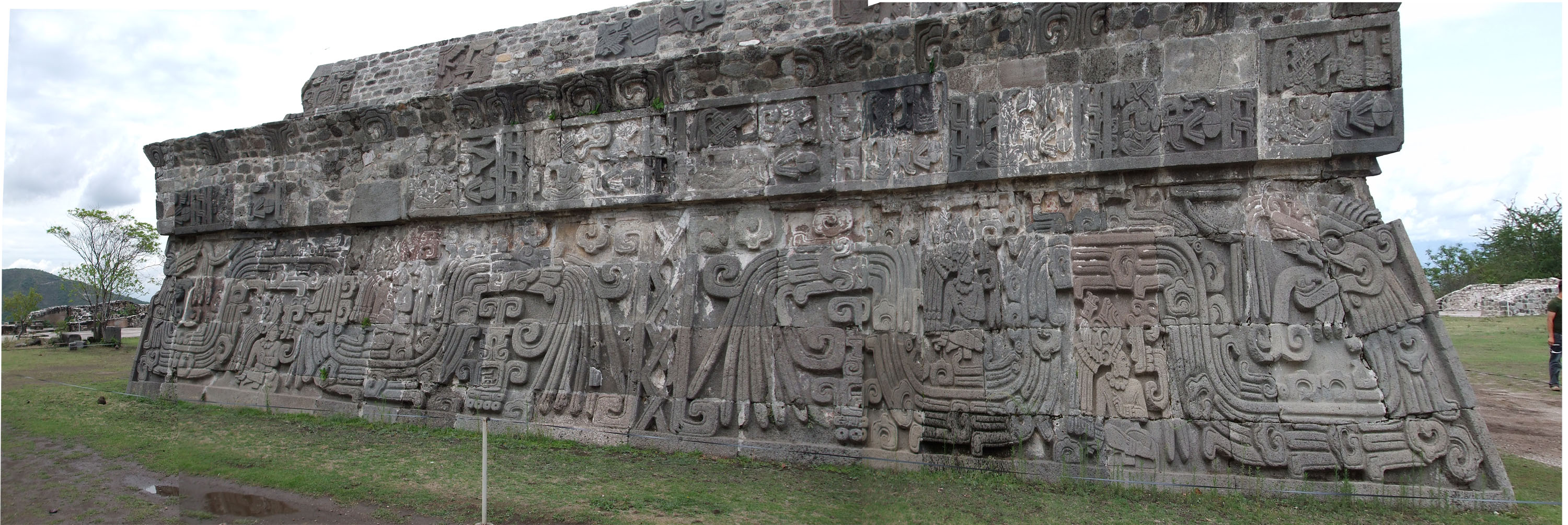
Templo da Serpente Emplumada, Xochicalco